# Eugenia memecylifolia
Eugenia memecylifolia là một loài thực vật có hoa trong Họ Đào kim nương. Loài này được Talbot mô tả khoa học đầu tiên năm 1897.